# دانون

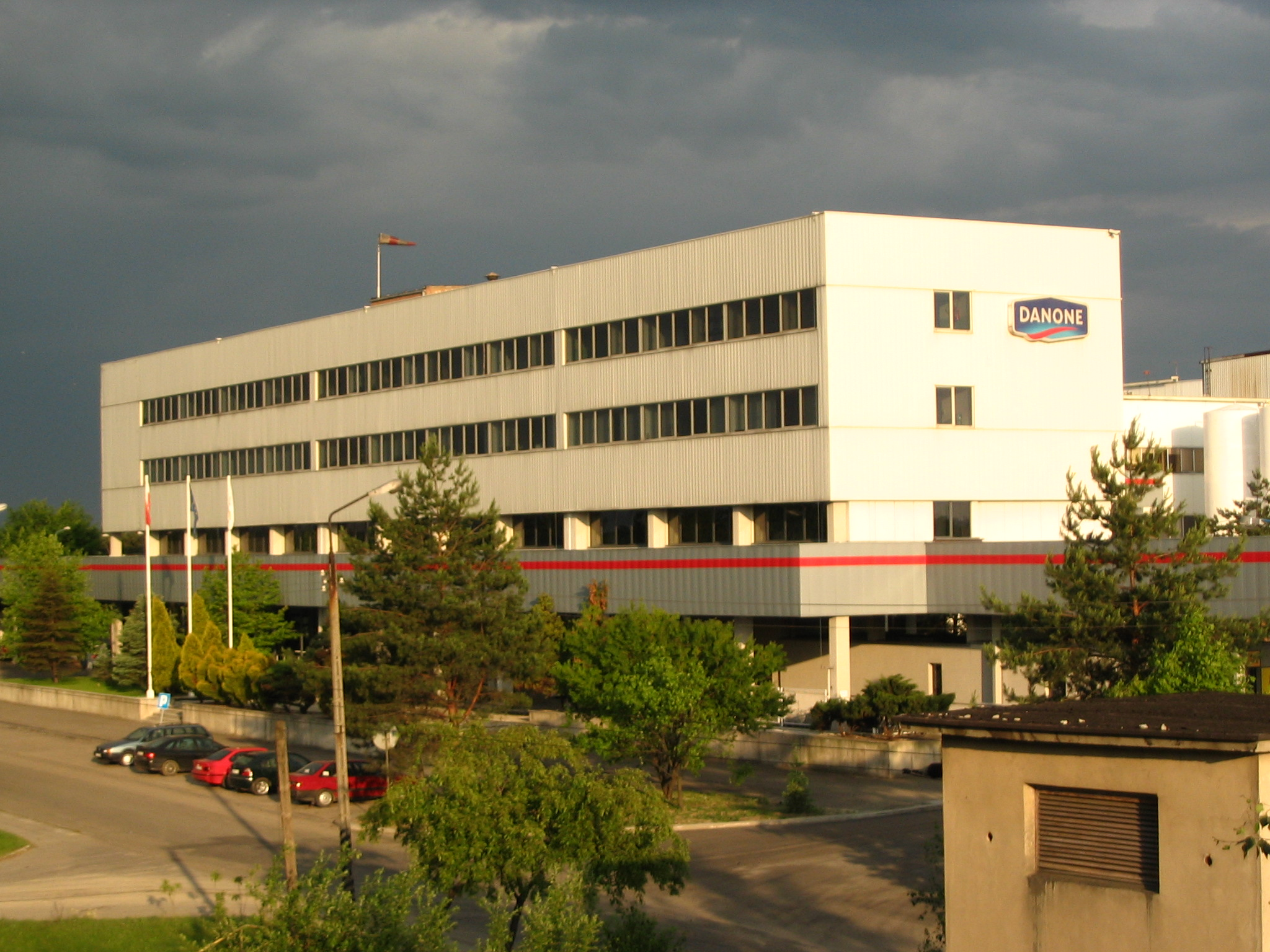
مصنع لشركة دانون في بيرون (Bieruń), بولندا

دانون، (بالفرنسية: Danone Groupe)‏. هي شركة فرنسية متعددة الجنسيات، تعتبر من أضخم شركات الصناعات الغذائية عبر العالم. يتمحور نشاطها حول ثلاث قطاعات أعمال: الحليب ومشتقاته، البسكويت، والمياه المعدنية. لها حضور في 90 بلد.
اتجهت في الفترة الاخيرة لمجال ألبان الأطفال حيث إشترت كلا من شركتي بيبيلاك وشركة ميلوبا.
يتم تداول أسهم الشركة في بورصة يورونكست باريس، وهي واحدة من مكونات مؤشر سوق الأسهم سي إيه سي 40.

## تاريخ
تأسست دانون من طرف إسحاق كاراسو طبيب من اليهود السفرديين الذي بدأ بإنتاج اليوغورت في برشلونة إسبانيا عام 1919. سمي المنتج باسم دانون تيمناً بإبنه دانييل (اسم دانون يعني حرفيا دانييل الصغير). سنة 1929 إسحاق كاراسو يحول مقر الشركة من اسبانيا إلى فرنسا تحديدا مدينة باريس ليقرر إبنه دانييل تغيير المقر مجددا إلى نيويورك هذه المرة سنة 1942 ليدخل في شراكة مع الإسباني خوان ميتزجير (بالإنجليزية: Juan Metzger)‏ باسم Dannone عوض danone (كي يتواكب مع اللكنة الأمريكية).
سنة 1929 دانييل كاراسو يعود إلى باريس لتسيير أعمال العائلة في كل من برشلونة وباريس ثم يبيع شركة نيويورك (dannone) لشركة بياتريس فوود سنة 1951. ثم يعيد ضمها لدانون سنة 1981. في أوروبا اندمجت دانون مع شركة الأجبان الفرنسية جيرفي سنة 1967 كي تصبح جيرفي-دانون.

## التوسعات

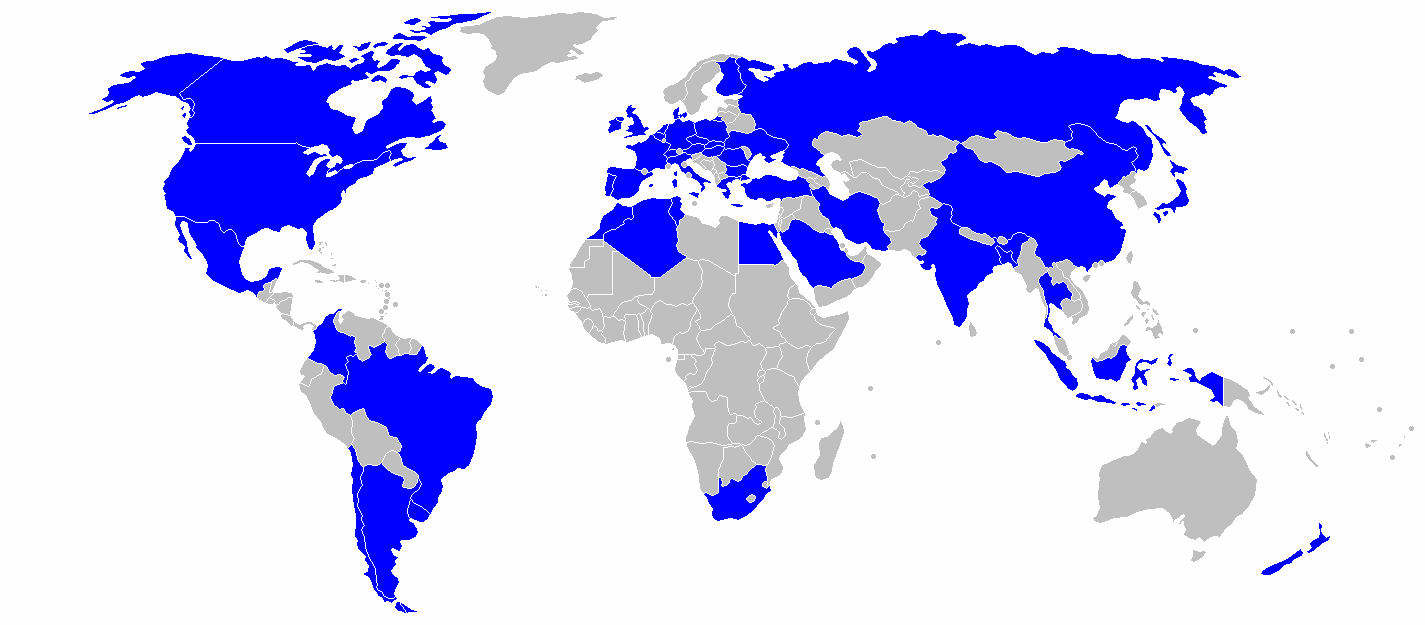
الدول التي تتواجد فيها مصانع شركة دانون حول العالم

استحوذت دانون في عام 1973 على شركة بي إس إن لصناعة القنينات الزجاجية، ثم بدأت بعض عمليات الاستحواذ التكاملية فاستحوذت على شركة كرونينبورغ المنتجة الجعة، وعلى شركة إيفيان المنتجة للمياه المعدنية لتوفير المحتوى الذي تملأ به الزجاجات التي تنتجها شركة بي إس إن. غيرت شركة بي إس إن اسمها في عام 1983 لتصبح غروب دانون.
استحوذت شركة جيرفي دانون في عام 1987 على شركة تصنيع البسكويت الأوروبية جينرال بيسكويت المالكة لعلامة بسكويت لو التجارية، قبل أن تبيعها في عام 2007 لشركة كرافت فودز لإنتاج الأغذية والمشروبات التي أصبحت تعرف فيما بعد بمجموعة موندليز الدولية مقابل 5.3 مليار يورو.
بدأت دانون منذ عام 1999 بيع العديد من أقسام الشركة للتركيز فقط على عدد محدود من منتجات الألبان، ومنتجات التغذية المتخصصة، والمياه. حيث باعت في عام 1999 نحو 56٪ من قسم صناعة الحاويات الزجاجية، ثم باعت الحصة المتبقية من نفس القسم والبالغة 44٪ في عام 2003. ثم باعت المجموعة أيضًا في عام 2000 معظم أنشطة شركة البيرة الأوروبية بما فيها العلامات التجارية لمشروبات كرونينبورغ، و1664 لشركة سكوتيش أند نيوكاسل مقابل 1.7 مليار جنيهًا إسترلينيًا.
باعت بعد ذلك أعمال الشركة الإيطالية إيجيديو جالباني سبا لمنتجات الجبن واللحوم في مارس 2002. أعقبتها بييع أعمال شركة جاكوبس البريطانية وشركة البسكويت الأيرلندي في سبتمبر 2004 لشركة يونايتد بيسكويتس.
غيرت الشركة اسمها في عام 2009 من غروب دانون إلى دانون.
استحوذت شركة دانون في عام 2010 على شركات مجموعة يونيميلك في روسيا، ثم على أنشطة المنتجات الغذائية لمجموعة ووكهاردت في الهند في عام 2012.
عقدت شركة دانون في عام 2001 شراكة إستراتيجية مع شركة الصافي المنتجة للألبان في المملكة العربية السعودية.

## العلامات التجارية الرئيسية
تشملُ محفظة العلامات التجارية لشركة دانون العلامات التجارية الدولية والعلامات التجارية المحلية:
الصافي
- أكتيفيا
- أكتميل
- ألبرو
- أوبتميل
- دانيت
- دانيو
- دانون
- دانينو
- ايفيان
- نوتريسيا
- نوتريلون
- فولفيك

تشملُ العلامات التجارية المحلية أو الإقليمية:
- أكوا (إندونيسيا)
- بلدينا (فرنسا)
- بونافونت (المكسيك والبرازيل)
- كاو وجيت (المملكة المتحدة)
- هوريزون أورجانيك (الولايات المتحدة الأمريكية)
- ميزون (الصين)
- أوكوس (أمريكا الشمالية)
- بروستوكوفيشنو (روسيا)
- سيلك (الولايات المتحدة الأمريكية)
- فيغا (الولايات المتحدة الأمريكية)
- دامافاند (إيران)

## الإيرادات
أصبحت دانون تبيع منتجاتها في سوق 120 دولة حول العالم بدءًا من عام 2018، وبلغت قيمة مبيعاتها في عام 2018 حوالي 24.65 مليار يورو. جاءت نسبة 29٪ من قيمة مبيعات الشركة من بيع منتجات التغذية المتخصصة، بينما جاءت نسبة 19٪ من بيع منتجات المياه، ونسبة 52٪ من منتجات الألبان، والمنتجات النباتية في النصف الأول من عام 2018.

## اتهامات
أشارت التقارير في عام 2010 إلى أن دانون قامت بعمليات تسويق غير أخلاقية لمنتجات حليب الأطفال في كل من الصين، وإندونيسيا، وتركيا، والهند. من خلال منح عدد من الأمهات لإطفال رضع دون الستة أشهر في العمر في بيئات فقيرة عينات مجانية من منتجات حليب الأطفال وهو الأمر الذي من شأنه أن يقوض قدرة الأمهات على الرضاعة الطبيعية لأطفالهم وفقًا لتقارير منظمة إنقاذ الطفولة. كما سيمثل توفير هذه المنتجات لاحقًا عبئًا كبيرًا على كاهل الأسر في تلك المجتمعات الفقيرة، إلى جانب احتمالية عدم توافر إمكانية للحصول على المياه النظيفة لدى الوالدين هناك، وهو الأمر الذي قد يؤدي إلى موت الأطفال بسبب الأمراض الناجمة عن التلوث، أو عن سوء التغذية.
كما اتُهمت دانون في تركيا بتضليل الأمهات خلال حملة تسويقية لها حذرتهن فيها من أنهن قد لا يقدمن ما يكفي من حليب الثدي لإرضاع أطفالهن، ومن ثم اقترحت على الأمهات استخدام حليب الأطفال المجفف لتعويض أي نقص. زعمت دانون ردًا على هذا الاتهام بأنها استندت في نصيحتها إلى إرشادات منظمة الصحة العالمية، كما ادعت أن منظمتا الصحة العالمية واليونيسيف قد أيدتا الحملة. حذرت منظمة الصحة العالمية دانون من الاستمرار في استخدام شعارها، وطلبت من الشركة إزالة اسمها من الدعايات التسويقية للشركة في غضون 14 يومًا، كما طلبت منظمة اليونيسف إزالة أسمها من أي مواد تسويقية للشركة، بينما نفى أيمن أبو لبن ممثل منظمة اليونيسف في تركيا تأييد مكتب المنظمة في تركيا لهذه الحملة.

## التخلي عن العمالة
أعلنت شركة دانون في منتصف فبراير 2013 عن نيتها لإلغاء 900 وظيفة والتخلي عن حوالي 3.3 بالمائة من العمالة الأوروبية الموجودة في الشركة والبالغ عددها حوالي 27000 شخص. ثم أعلنت في عام 2020 عن تخليها عن 2٪ من موظفيها وإلغاء نحو 2000 وظيفة كجزء من إجراءات إعادة هيكلة وتنظيم الشركة.

## معهد دانون
يعد معهد دانون منظمة غير ربحية تأسست لتعزيز البحث والتعليم وتوفير المعلومات حول التغذية والنظم الغذائية والصحة العامة. كان أحد الأهداف الرئيسية للمنظمة هو زيادة المعرفة بعلوم التغذية بين المهنيين الطبيين والمعلمين وأولياء الأمور.
أنشأت شركة دانون أول معهد لها في عام 1991 في العاصمة الفرنسية باريس، وأعلنته رسميًا كمنظمة خاصة غير ربحية في عام 1997. ويرأس المعهد خبراء التغذية والمسؤولون التنفيذيون في شركة دانون.

### معاهد دانون حول العالم
أنشأت شركة دانون حتى عام 2007 نحو 18 معهدًا لها في العديد من دول العالم في كل من: بلجيكا، وكندا، والصين، وجمهورية التشيك، وفرنسا، وألمانيا، وإندونيسيا، وإسرائيل، وإيطاليا، واليابان، والمكسيك، وبولندا، وروسيا، وإسبانيا، والولايات المتحدة الأمريكية، وتركيا لتطوير برامج لمعالجة قضايا الصحة العامة المحلية.